# Макгро, Таг
Фрэнк Эдвин «Таг» Макгро—младший (англ. Frank Edwin «Tug» McGraw Jr.; 30 августа 1944, Мартинес, Калифорния — 5 января 2004, Брентвуд, Теннесси) — американский бейсболист, играл на позиции питчера. С перерывом выступал в Главной лиге бейсбола с 1965 по 1984 год. Победитель Мировой серии 1969 года в составе клуба «Нью-Йорк Метс» и Мировой серии 1980 года с «Филадельфией Филлис». Двукратный участник Матча всех звёзд. Обладатель награды Бейба Рута 1980 года. Член клубных залов славы «Метс» и «Филлис». Отец известного кантри-музыканта Тима Макгро.

## Биография

### Ранние годы
Таг Макгро родился 30 августа 1944 года в Мартинесе в штате Калифорния. Он был одним из четырёх детей в семье Фрэнка Макгро—старшего и его супруги Мэйбл. Своё прозвище он получил в детстве от матери и дома его никогда не называли настоящим именем. Позднее родители Макгро разошлись из-за психического заболевания Мэйбл, троих детей опекал отец, их четвёртый ребёнок умер вскоре после рождения.
В разные годы Фрэнк Макгро—старший работал мясником, грузчиком и пожарным, затем получил специальность оператора очистных сооружений в Вальехо. Там его сыновья учились в католической школе святого Викентия Феррера, все трое играли в бейсбол за школьную команду. Хэнк, старший из них, в 1961 году подписал контракт с «Нью-Йорк Метс». Через два года он, угрожая уйти, вынудил клуб пригласить и его брата.

### Начало карьеры
В 1964 году Макгро провёл одиннадцать игр за фарм-клубы «Метс», в первом же своём матче на профессиональном уровне сыграв ноу-хиттер. Весной 1965 года главный тренер «Метс» Кейси Стенгел пригласил его для участия в предсезонных сборах. В апреле Макгро дебютировал за команду в Главной лиге бейсбола, отчасти из-за того, что по действовавшему в те годы правилу игрок, получивший бонус более 4 тысяч долларов, должен был провести за клуб полный сезон. В регулярном чемпионате 1965 года он сыграл за клуб в 37 матчах с пропускаемостью 3,32, двумя победами и семью поражениями. Одну из побед он одержал над игроком «Лос-Анджелес Доджерс» Сэнди Коуфаксом, до этого выигравшим у «Метс» тринадцать игр из четырнадцати.
В последующие два года Макгро испытывал игровые проблемы, на его эффективность повлияла травма руки, полученная им в межсезонье во время сборов резерва Корпуса морской пехоты. В тот же период он освоил подачу скрубол, ставшую для него основной на протяжении всей карьеры. В 1967 году Макгро стал победителем чемпионата Международной лиги в составе команды «Джэксонвилл Санз», его пропускаемость 1,99 стала лучшей в сезоне. Несмотря на это, в следующем сезоне его вообще не вызывали в основной состав «Метс». Осенью 1968 года он был доступен во время драфта расширения лиги, но в «Сан-Диего Падрес» и «Монреаль Экспос» им не заинтересовались. В том же 1967 году Бетти Д’Агостино родила от Макгро сына Тима. Он долгое время не признавал ребёнка и практически не встречался с ним, взяв на себя ответственность только после решения суда. В начале 1990-х годов он помог ему организовать запись первого альбома.

#### Нью-Йорк Метс
Весной 1969 года главный тренер «Метс» Гил Ходжес убедил Макгро в том, что роль реливера будет лучше для его дальнейшей карьеры. Плюсом для него стало и то, что скрубол кроме него бросал всего один питчер в лиге. За сезон он сделал двенадцать сейвов, одержал девять побед при трёх поражениях, а его пропускаемость составила 2,24. В последние два месяца чемпионата, когда команда отыграла отставание в десять игр от «Чикаго Кабс» и стала победителем дивизиона, Макгро пропустил всего два очка в 38 иннингах и сделал восемь сейвов подряд. В плей-офф, завершившемся победой «Метс» в Мировой серии, он заработал сейв в игре Дивизионной серии Национальной лиги против «Атланты». Тогда же Макгро получил известность как нонконформист. С рядом других игроков лиги он ездил во Вьетнам, курил марихуану. Зимой он получил травму ноги, катаясь на тобоггане, но в клубе объяснил её тем, что поскользнулся, выбрасывая мусор. Ещё одним хобби Макгро была стрижка, причём стриг он не только партнёров по команде, но и нью-йоркских бродяг.
В последующие два года он оставался одним из самых эффективных реливеров Метс. В 1970 году его пропускаемость выросла до 3,28, но он сыграл на пятнадцать матчей больше, чем сезоном ранее. В чемпионате 1971 года Макгро одержал одиннадцать побед при четырёх поражениях и сделал восемь сейвов, игроки соперника отбивали его подачи с показателем всего 18,9 %. В 1972 году новый главный тренер Йоги Берра задействовал его ещё больше и в играх чемпионата Макгро сделал 27 сейвов, установив клубный рекорд. Это достижение продержалось двенадцать лет, когда его побил Джесси Ороско. В том же сезоне он впервые в карьере вошёл в число участников Матча всех звёзд, на котором сыграл два иннинга, сделал четыре страйкаута и одержал победу. Пропускаемость Макгро в 1971 и 1972 годах составила 1,70.
Сезон 1973 года сложился для него неровно. После удачного старта чемпионата к июлю показатель пропускаемости Макгро вырос до 6,20, а первую победу он смог одержать только в августе. «Метс» же опустились на последнее место в дивизионе, хотя отставание от лидера оставалось небольшим. В заключительной части сезона Макгро улучшил свою игру, в 41 матче в конце августа и сентябре его пропускаемость составила всего 0,88, а команда поднялась на первое место, опередив «Сент-Луис Кардиналс». В первом раунде плей-офф «Метс» со счётом 3:2 выиграли серию у «Цинциннати Редс», а Макгро сделал сейв в решающем матче. В Мировой серии команда играла против «Окленда» и уступила 3:4. Макгро одержал победу во второй игре финала, сделал сейв в пятой, а всего принял участие в шести играх из семи, проведя на поле больше иннингов, чем любой другой реливер в составе обеих команд.
В 1974 году повторить успех команде не удалось. Ряд лидеров, в том числе и Макгро, пропускали матчи из-за травм. Несмотря на проблемы с плечом, тренерский штаб команды даже задействовал его в роли стартового питчера и в августе он провёл единственный в своей карьере полный матч без пропущенных очков. Нагрузка на него оставалась большой и по итогам чемпионата его пропускаемость составила 4,16. За сезон Макгро сделал только три сейва и проиграл одиннадцать матчей, эти показатели стали для него худшими с 1969 года. В сентябре он провёл последнюю игру в составе «Метс». В межсезонье в команде сменился генеральный менеджер и новый руководитель обменял Макгро и ещё двух игроков в «Филадельфию».

### Филадельфия Филлис
Проблемы с плечом Макгро стали для руководителей новой команды неприятным сюрпризом, но их удалось решить при помощи операции. Свой первый сезон в «Филлис» он завершил с девятью победами и шестью поражениями с показателем ERA 2,98. В 1976 и 1977 годах команда побеждала в дивизионе, а её буллпен был одним из лучших в лиге, что позволяло распределять нагрузку между питчерами. В первом из этих сезонов Филадельфия проиграла в плей-офф Цинциннати, а Макгро провёл две неудачных игры. В 1977 году он сделал сейв в игре Чемпионской серии Национальной лиги, сохранив для команды первую с 1915 года победу в плей-офф, но в финал всё равно вышли «Доджерс». Эти же соперники встретились в плей-офф в 1978 году, когда «Филлис» уступили 1:3, а Макгро проиграл решающий матч в десятом иннинге.
После трёх подряд побед в дивизионе, чемпионат 1979 года «Филадельфия» провела неудачно, но роль Макгро в команде стала более значительной. Он провёл больше всех игр и сделал 16 сейвов, хотя его пропускаемость была высокой — 5,16. В сезоне 1980 года он сыграл в 57 матчах, сделав 20 сейвов при показателе ERA 1,46. Он даже претендовал на приз Сая Янга лучшему питчеру, заняв по итогам голосования пятое место. В пяти играх Чемпионской серии Национальной лиги Макгро сделал два сейва и потерпел одно поражение, а «Филлис» выиграли 3:2 и вышли в Мировую серию. Финал против «Канзас-Сити Роялс» получился не таким упорным, несмотря на шесть матчей. В этих играх на его счету были победа, поражение и два сейва. Позднее Макгро говорил, что испытывал боль при каждом броске и старался быть осторожным, так как если бы он не смог бросать скрубол, то не смог бы и продолжать свою карьеру в лиге. Серия завершилась победой «Филадельфии» 4:2, чемпионский титул стал первым в истории команды. ПО итогам года Макгро получил награду Бейба Рута, вручаемую игроку, внёсшему наибольший вклад в успехи команды в плей-офф.
После успеха он подписал с «Филлис» новый четырёхлетний контракт, но из-за проблем со здоровьем Макгро уже не мог оставаться ведущим реливером. В 1981 году он провёл 34 игры с 10 сейвами и пропускаемостью 2,66. Через год он сделал только пять сейвов, провалив ещё шесть попыток. Подобное произошло с ним впервые в карьере. В сезоне 1984 года, последнем для него, Макгро сыграл только в 25 матчах. В феврале 1985 года он объявил о своём уходе.

### После завершения карьеры
Закончив играть, Макгро начал работать на телевидении, в течение семи лет он был репортёром одного из каналов в Филадельфии. Занятость стала главной причиной, по которой в 1987 году он развёлся со своей супругой Филлис. Позже Макгро женился на Дайане Ховенкамп. В 1993 году он был избран в Зал славы «Нью-Йорк Метс». В 1999 году на Стене славы «Филадельфии» была открыта посвящённая ему памятная доска.
В марте 2003 года во время весенних сборов «Филлис», где Макгро был инструктором, его госпитализировали. Диагноз оказался неутешительным — неоперабельный рак мозга. Он прожил ещё около года, проведя последние дни в доме своего сына Тима в Теннесси. Таг Макгро скончался 5 января 2004 года. В память о нём «Филлис» провели сезон с нашивкой в виде трилистника с надписью Tug, а «Метс» нанесли на форму его имя и слова Ya Gotta Believe, ставшие девизом победного 1969 года.